# Іоанн Бриєнній
Іоанн Бриєнній (* Ιωάννης Βρυέννιος, д/н — 1078) — політичний та військовий діяч Візантійської імперії.

## Життєпис
Походив з знатного роду Бриєнніїв. Молодший син Никифора Бриєннія, стратега феми Каппадокія. Замолоду розпочав службу у війську під орудою свого батька у 1050-х роках. Ймовірно воював проти печенігів та сельджуків.
До 1070 року отримав титул веста та командував військами. 1077 року підбурював свого старшого брата Никифора повстати проти імператора Михайла VII. Заколоту також сприяло рішення останнього замінити Никифора Бриєннія на посаді дуки Діррахіума Никифором Василакі. На бік повсталих перейшло більшість військ на Балканському півострові та сановники, що були невдоволені імператорським фаворитом — євнухом Никифорицею. Іоанн Бриєнній перетягнув на свій бік найманців франків та варягів. Невдовзі в Адріанополі (його було зайнято без бою) Никифора Бриєннія оголошено імператором.
Іоанн Бриєнній з військом чекав брата в Траянополісі. Тут отримав посаду доместіка схол Заходу та ранг куропалата. З військом, до якого долучилися також печеніги Іоанн Бриєнній рушив на Константинополь, на шляху захопив місто Гераклею Перинфську, що чинила спротив. Потім взяв в облогу столицю з європейського боку. Отаборився у селищі Космідіон (сучасний район Еюп Стамбула). Але зазнав поразки від імператорських військ на чолі із Олексієм Комніном та Костянтином Дукою. Вимушений був перейти до Атіри, де взимку 1077/1078 року зазнав поразки від варягів Руссель де Байоля й Олексія Комніна.
Після цього з рештками війська Іоанн Бриєнній відступив до Родосто. 1078 року перетягнув на свій бік катепана Каталакона Траханейота, влаштувавши шлюб свого сина з донькою Тарханіота. Слідом за цим підійшов до Кізіку, з наміром згодом організувати повну блокаду Константинополя. Проте зазнав нової поразки від найманців на чолі з Русселем де Байолем.
Слідом за цим вимушений був відступити, оскільки низка печенізьких ханів з Малої Скіфії стали нападати на фему Болгарія. Іоанн Бриєнній переміг їх й змусив приєднатися до свого війська. В цей час імператорський трон захопив Никифор Вотаніат.
Того ж року очолював правий фланг Никифора Бриєннія Старшого у битві при Каловарії проти імператорського війська на чолі із Олексієм Комніном. У запеклій битві, незважаючи на певні успіхи та звитягу війська Бриєнніїв зазнали поразки, а брати потрапили у полон. Іоанна було страчено у Великому палаці Константинополя.

## Родина
Мав сина, ім'я якого невідоме, що був одружений з Оленою, донькою Йосипа Тарханейота. В цьому шлюбі народилися:
- Никифор (д/н—після 1166), себаст. Чоловік Анни, доньки пангіперсебаста Никифора Катакалона. Їх син — Іоанн Бриєнній Комнін Катакалон (1127 – 1147)
- Йосип (д/н— після 1170).